# Alchemilla bamnii
Alchemilla bamnii é uma espécie de rosácea do gênero Alchemilla, pertencente à família Rosaceae.